# Seznam argentinskih astronomov
Seznam argentinskih astronomov. 

## B
- Jorge Bobone

## C
- Carlos Ulrrico Cesco

## D
- Charles Dillon Perrine (ZDA-Argentina)

## F
- José Gabriel Funes

## H
- Juan Hartmann

## I
- Miguel Itzigsohn

## P
- Charles Dillon Perrine (1867 - 1951)

## T
- John Macon Thome (1843 – 1908)